# Curvularia senegalensis
Curvularia senegalensis är en svampart som först beskrevs av Speg., och fick sitt nu gällande namn av Chirayathumadom Venkatachalier Subramanian 1956. Curvularia senegalensis ingår i släktet Curvularia och familjen Pleosporaceae.   Inga underarter finns listade i Catalogue of Life.